# إيفان بيتروفيتش (لاعب كرة قدم)
إيفان بيتروفيتش (11 يناير 1980 بياغودينا في صربيا - ) هو لاعب كرة قدم صربي في مركز الوسط. لعب مع ألمانيا آخن ونابريداك كروشيفاتس ونادي أبو مسلم خراسان ونادي برسبوليس ونادي شاهين بوشهر ونادي غلوبال ونادي مس كرمان ونادي ياغودينا ونادي أوبليتش وNakhon Ratchasima F.C. ‏ وإف سي بانكوك ونادي بورت وThai Honda F.C. ‏.

## وصلات خارجية
- إيفان بيتروفيتش على موقع قاعدة بيانات كرة القدم.إي يو (الإنجليزية)
- إيفان بيتروفيتش على موقع عالم كرة القدم.نت (الإنجليزية)